# Diane Ackerman
Diane Ackerman (Waukegan, 7 ottobre 1948) è una scrittrice, poetessa e naturalista statunitense.

## Biografia
Nata Diane Fink il 7 ottobre 1948 a Waukegan, nell'Illinois, ha conseguito un Bachelor of Arts all'Università statale della Pennsylvania nel 1970, mentre all'Università Cornell ha ottenuto un Master of Fine Arts in scrittura creativa nel 1973, un Master of Arts in Lingua Inglese nel 1976 e un dottorato di ricerca sempre in Inglese nel 1978.
Il suo esordio letterario è avvenuto nel 1976 con la raccolta di liriche The Planets: A Cosmic Pastoral scritte durante gli anni universitari sotto la supervisione scientifica di Carl Sagan, membro del comitato della sua tesi di dottorato.
In seguito ha pubblicato altre 7 collezioni di poesie, numerosi saggi e alcuni libri per ragazzi affrontando nei suoi libri argomenti quali: imbrigliamento dei sensi e loro liberazione (Storia naturale dei sensi, 1990), studio di balene, pipistrelli, coccodrilli e pinguini (La notte delle balene, 1991), analisi del sentimento dell'amore (Amare, 1994) e cambiamento climatico e pericoli dell'antropocentrismo (The Human Age, 2014).  

## Vita privata
È stata sposata con lo scrittore Paul West, morto nel 2015. Vive e lavora a Ithaca, nello stato di New York.

## Opere (parziale)

### Raccolte di poesie
- The Planets: A Cosmic Pastoral (1976)
- Wife of Light (1978)
- Lady Faustus (1983)
- Reverse Thunder (1988)
- Jaguar of Sweet Laughter: New and Selected Poems (1991)
- I Praise My Destroyer (1998)
- Origami Bridges (2002)

### Saggi
- Twilight of the Tenderfoot (1980)
- On Extended Wings (1985)
- Storia naturale dei sensi (A Natural History of the Senses, 1990), Milano, Frassinelli, 1992 traduzione di Gaspare Bona ISBN 88-7684-217-9.
- La notte delle balene (The Moon by Whale Light, and Other Adventures Among Bats and Crocodilains, Penguins and Whales, 1991), Milano, Frassinelli, 1995 traduzione di Gaspare Bona ISBN 88-7684-311-6.
- Amare (A Natural History of Love, 1994), Milano, Frassinelli, 1998 traduzione di Maura Pizzorno ISBN 88-7684-493-7.
- The Rarest of the Rare (1995)
- A Slender Thread (1997)
- Deep Play (1999)
- Cultivating Delight (2002)
- An Alchemy of Mind: The Marvel and Mystery of the Brain (2004)
- The Zookeeper's Wife: A War Story (2007)
  - Gli ebrei dello zoo di Varsavia, Milano, Sperling & Kupfer, 2009 traduzione di Mara Dompè ISBN 978-88-200-4584-5.
  - La signora dello zoo di Varsavia, Milano, Sperling & Kupfer, 2017 traduzione di Mara Dompè ISBN 978-88-200-6238-5.
- Dawn Light: Dancing with Cranes and Other Ways to Start the Day (2009)
- One Hundred Names for Love: A Stroke, a Marriage, and the Language of Healing (2011)
- The Human Age: The World Shaped By Us (2014)

### Libri per ragazzi
- Monk Seal Hideaway (1995)
- Bats: Shadows in the Night (1997)
- Animal Sense (2003)

## Adattamenti cinematografici
- La signora dello zoo di Varsavia, regia di Niki Caro (2017)

## Premi e riconoscimenti

### Vincitrice
Guggenheim Fellowship
- 2003 nella categoria "Science Writing"[10]

National Outdoor Book Award
- 2015 nella categoria "Natural history literature" con The Human Age: The World Shaped By Us[11]

### Finalista
National Book Critics Circle Award
- 1991 nella categoria "Poesia" con Jaguar of Sweet Laughter: New & Selected Poems[12]
- 2011 nella categoria "Autobiografia" con One Hundred Names for Love: A Stroke, A Marriage, and the Language of Healing[13]

Premio Pulitzer per la saggistica
- 2012 con One Hundred Names For Love: A Stroke, a Marriage, and the Language of Healing[14]